# Atletica leggera ai Giochi della XXI Olimpiade - 200 metri piani femminili

Video della Finale

I 200 metri piani hanno fatto parte del programma femminile di atletica leggera ai Giochi della XXI Olimpiade. La competizione si è svolta nei giorni 26-28 luglio 1976 allo Stadio Olimpico (Montréal).

## Presenze ed assenze delle campionesse in carica
| Competizione      | Atleta                | Prestazione | Montréal 1976 |
| ----------------- | --------------------- | ----------- | ------------- |
| Olimpiadi 1972    | Renate Stecher        | 22”40       | Presente      |
| Commonwealth 1974 | Raelene Boyle         | 22”50       | Presente      |
| Europei 1974      | Irena Szewińska       | 22”51       | Solo 400 m    |
| Panamericani 1975 | Chandra Cheeseborough | 22”77A      | Presente      |

1. ↑  L'atleta polacca è anche primatista del mondo con 22”21 stabilito nel 1974.

La vincitrice dei Trials USA è Brenda Morehead con 22”49 v.

## La gara
Renate Stecher come Valeri Borzov: la tedesca est è giunta a Montréal per confermare i due ori di Monaco, ma già alla prima gara ha fallito l'obiettivo (seconda sui 100 metri). Da parte sua, la tedesca ovest Annegret Richter, fresca vincitrice dei 100, può realizzare l'accoppiata che era riuscita alla Stecher quattro anni prima.
Fin dalle batterie la Stecher mostra di crederci: è suo infatti il miglior tempo (22"75). La Richter passa il turno senza farsi notare. Nei Quarti vincono la loro serie la Stecher e le altre tedesche Est: Carla Badendorf (terza la Richter) e Bärbel Eckert.
In semifinale l'australiana Raelene Boyle (personale di 22"50) incappa in due partenze false ed è squalificata. Vince la serie Renate Stecher, che stabilisce di nuovo il miglior tempo (22"68), battendo la Badendorf. Nella seconda semifinale la Eckert prevale su Annegret Richter.

In finale dominano proprio queste ultime, che tagliano il traguardo quasi insieme, separate da soli 2 centesimi. Vince la tedesca est Eckert; la Richter è d'argento.
Entrambe vanno sotto il precedente record olimpico. La Stecher è di nuovo terza.

## Risultati

### Turni eliminatori
| 6 Batterie         | 26 luglio | 44 iscritte   | Si qualificano le prime 5 + i 2 migliori tempi. |
| 4 Quarti di finale | 26 luglio | 8 + 8 + 8 + 8 | Si qualificano le prime 4.                      |
| 2 Semifinali       | 28 luglio | 8 + 8         | Si qualificano le prime 4.                      |
| Finale             | 28 luglio | 8 concorrenti |                                                 |

### Finale
| Pos | Paese          | Atleta           | Tempo  |
| --- | -------------- | ---------------- | ------ |
|     | Germania Est   | Bärbel Eckert    | 22” 37 |
|     | Germania Ovest | Annegret Richter | 22” 39 |
|     | Germania Est   | Renate Stecher   | 22” 47 |